# Mạc Cửu
Mạc Cửu (鄚玖), hay Mạc Kính Cửu (鄚敬玖): 1655 – 1735); là một thương gia người Hoa có công khai phá, hình thành vùng đất Hà Tiên (Kiên Giang) vào khoảng đầu thế kỷ XVII ở Việt Nam.

## Lưu vong sangĐại Việt
Nói về Mạc Cửu, sách Gia Định Thành Thông Chí của Trịnh Hoài Đức chép:
"Hà Tiên vốn là đất cũ của Chân Lạp, tục gọi là Mường Khảm, tiếng Tàu gọi là Phương Thành
Ban đầu có người tên là Mạc Cửu gốc xã Lê Quách, huyện Hải Khang, phủ Lôi Châu, tỉnh Quảng Đông, vào thời Đại Thanh, niên hiệu Khang Hi thứ mười chín (1680), nhà Minh mất hẳn (nhưng mãi đến năm Khang Hi thứ mười chín, vùng Quảng Đông mới bình định xong). Mạc Cửu không khuất phục chính sách buổi đầu của nhà Đại Thanh, mới chừa tóc rồi chạy qua phương Nam, trú tại phủ Nam Vang nước Cao Miên. Ông thấy ở phủ Sài Mạt của nước ấy, người Việt, người Trung Hoa, Cao Miên, Đồ Bà (Chà Và) các nước tụ tập mở trường đánh bạc để lấy xâu, gọi là thuế hoa chi, bèn thầu mua thuế ấy, lại còn đào được một hầm bạc nên bỗng trở thành giàu có. Từ đó ông chiêu mộ dân Việt Nam lưu tán ở các xứ Phú Quốc, Lũng Kỳ (hay Trũng Kè, Lũng Cả -réam), Cần Bột (Cần Vọt - Kampôt), Hương Úc (Vũng Thơm - Kompong Som), Giá Khê (Rạch Giá), Cà Mau lập thành bảy xã thôn. Tương truyền ở đây thường có tiên xuất hiện trên sông, do đó mới đặt tên là Hà Tiên (tiên trên sông)".
Sách Hỏi Đáp Lịch Sử Việt Nam, tập 3, viết tương tự:
"Khi nhà Minh bị diệt, gần như cùng lúc với Trần Thượng Xuyên ở cù lao Phố, Dương Ngạn Địch ở Mỹ Tho, Mạc Cửu – một thương gia trẻ – cũng bỏ nước ra đi. Đến vùng Chân Lạp, ông bỏ tiền ra mua chức Ốc Nha và làm quan tại đây. Tuy nhiên do tình hình Chân Lạp hết sức rối ren, ông bỏ Nam Vang về phủ Sài Mạt...".

## An cư tạiHà Tiên
Cũng theo sách vừa dẫn trên, thì: 
Vốn có óc tổ chức, Mạc Cửu chiêu tập dân xiêu tán người Hoa, Việt mở phố xá, xây thành lũy, đẩy mạnh khai hoang lập ra bảy thôn trải dài ven biển từ Kompongsom (Chân Lạp) về tận Cà Mau.
Với chủ trương để cho dân khai hoang tự do, không thu tô thuế, chỉ đứng ra tổ chức mua sản phẩm để bán lại cho khách buôn. Chính điều này đã quy tụ dân cư đến Mang Khảm ngày càng đông. Ghe thuyền các nơi, kể cả nước ngoài đến mua bán tấp nập. Sự thịnh vượng khiến cho đất này gặp tai họa.
Trong khoảng thời gian 1687 – 1688, quân Xiêm vào cướp phá Mương Khảm, bắt Mạc Cửu đưa về Xiêm ở Vạn Tuế Sơn (tác giả sách Nghiên cứu Hà Tiên có ý kiến khác, xem bên dưới). Sau đó, ông trốn về Lũng Kỳ (Lũng Cả), dân xiêu tán tụ về với ông ngày một đông, nhưng do địa thế chật hẹp, khoảng năm 1700, ông trở về Phương Thành (Hà Tiên).
Năm 1680, Mạc Cửu đã lập ấp rải rác từ Vũng Thơm, Trủng Kè, Cần Vọt, Rạch Giá, Cà Mau, Hà Tiên trở thành thương cảng quan trọng, thôn ấp định cư nằm sát mé biển, thuận tiện cho ghe thuyền tới lui, hoặc ở đất cao theo Giang thành, sông Cái Lớn, sông Gành Hào, Ông Đốc để canh tác. Ông lập ra 7 sòng bạc dọc bờ biển: Mán Khảm, Long Kỳ, Cần Bột, Hương Úc, Sài Mạt, Lình Quỳnh và Phú Quốc (đảo Koh Tral). Thủ phủ đặt tại Cảng Khẩu (còn gọi là Mán Khảm, Kan Kao, Căn Khẩu, Căn Kháo, Căn Cáo).Tiếng đồn vang xa, lưu dân gốc Hoa từ khắp nơi trong vịnh Thái Lan xin vào đây lập nghiệp, dần dần vùng đất này trở thành một lãnh địa phồn vinh với tên gọi mới: Căn Khẩu Quốc. Đảo Koh Tral cũng đổi tên thành Phú Quốc (vùng đất giàu có).

## Quy phục chúa Nguyễn

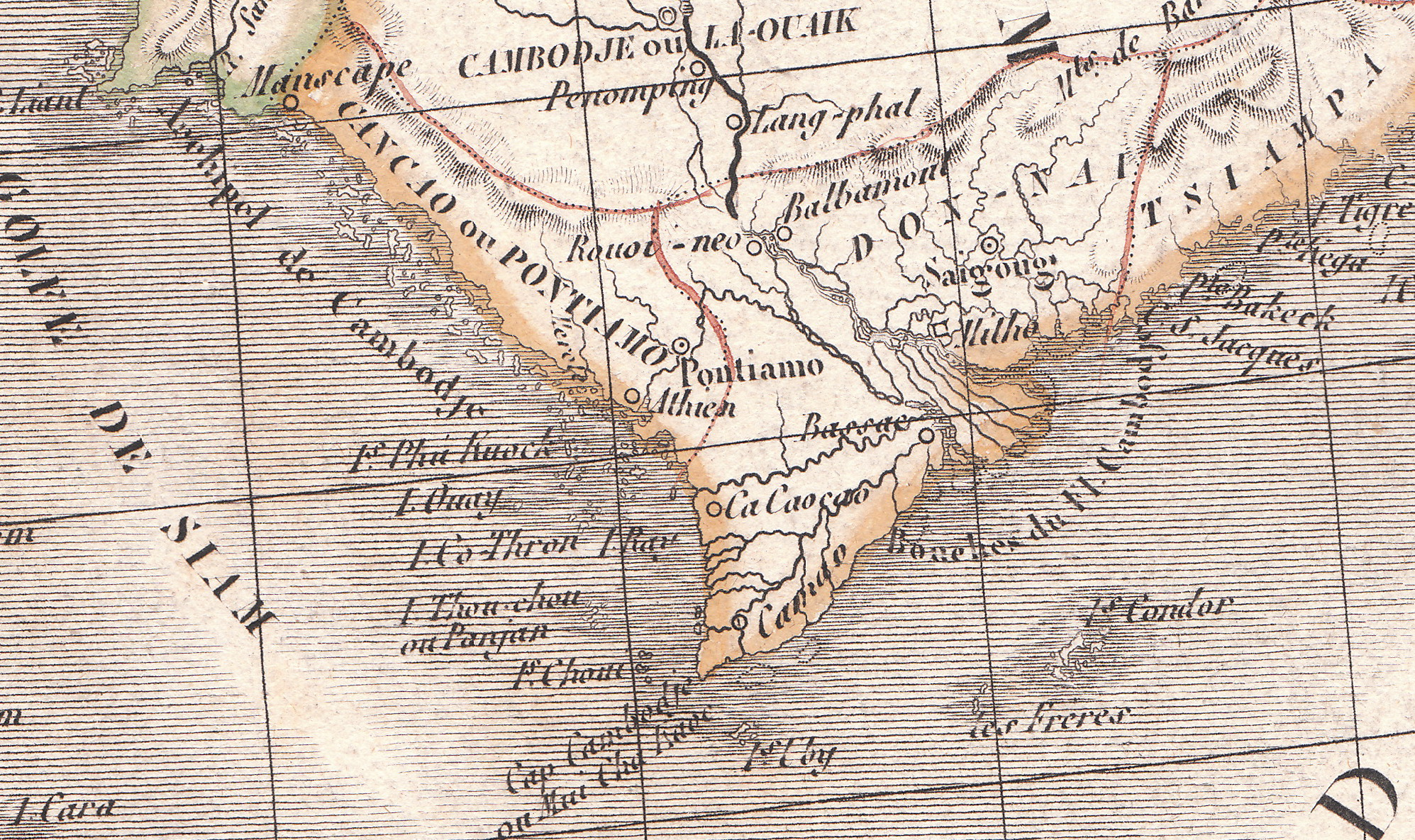
Đất Cancao ou Pontiamo (Phương Thành tức Hà Tiên) do Mạc Cửu chuyển cho chúa Nguyễn nằm trong bản đồ Nam Kỳ (năm 1829).

Lúc này ở Gia Định, các chúa Nguyễn đã lập xong phủ Gia Định. Người Việt và các di thần người Hoa đang định cư yên ổn. Nhận thấy muốn tồn tại phải có thế lực đủ mạnh để bảo vệ, che chở cho lãnh địa mà ông đã tốn công gây dựng. Sau khi cân nhắc, năm 1708 Mạc Cửu cùng thuộc hạ là Lý Xá, Trương Cầu đem lễ vật đến xin thần phục.
Sách Gia Định thành thông chí chép:
Mạc Cửu sai thuộc hạ là Trương Cầu, Lý Xá dâng biểu trần trình lên kinh đô Phú Xuân khẩn cầu xin được đứng đầu trông coi đất ấy.
Tháng 8 mùa thu năm thứ 18 Mậu Tý (1708), chúa Nguyễn Phúc Chu, chuẩn ban cho Mạc Cửu làm Tổng binh trấn Hà Tiên và phong tước là Cửu Ngọc hầu. Mạc Cửu lo xây dựng dinh ngũ và đóng binh tại Phương Thành (Hà Tiên), từ đó dân càng qui tụ đông đúc.
Tháng 4 mùa hạ năm thứ 21, Tân Mão (1711), Tổng binh trấn Hà Tiên Cửu Ngọc hầu Mạc Cửu đến cửa khuyết tạ ơn.
Tháng 5 mùa hạ năm thứ 11, Ất Mão (1735) đời chúa Nguyễn Phúc Chú Tổng binh Hà Tiên Cửu Ngọc hầu Mạc Cửu mất, thọ 80 tuổi, con trưởng dòng chánh là Mạc Tông tự là Thiên Tứ (hiệu Sĩ Lân Thị, Thụ Đức Hiên) dâng cáo tang..
Theo Sổ tay hành hương đất Phương Nam, Mạc Cửu được truy phong Khai trấn Thượng trụ quốc Đại tướng quân Vũ Nghị Công.

## Nghiên cứu mới

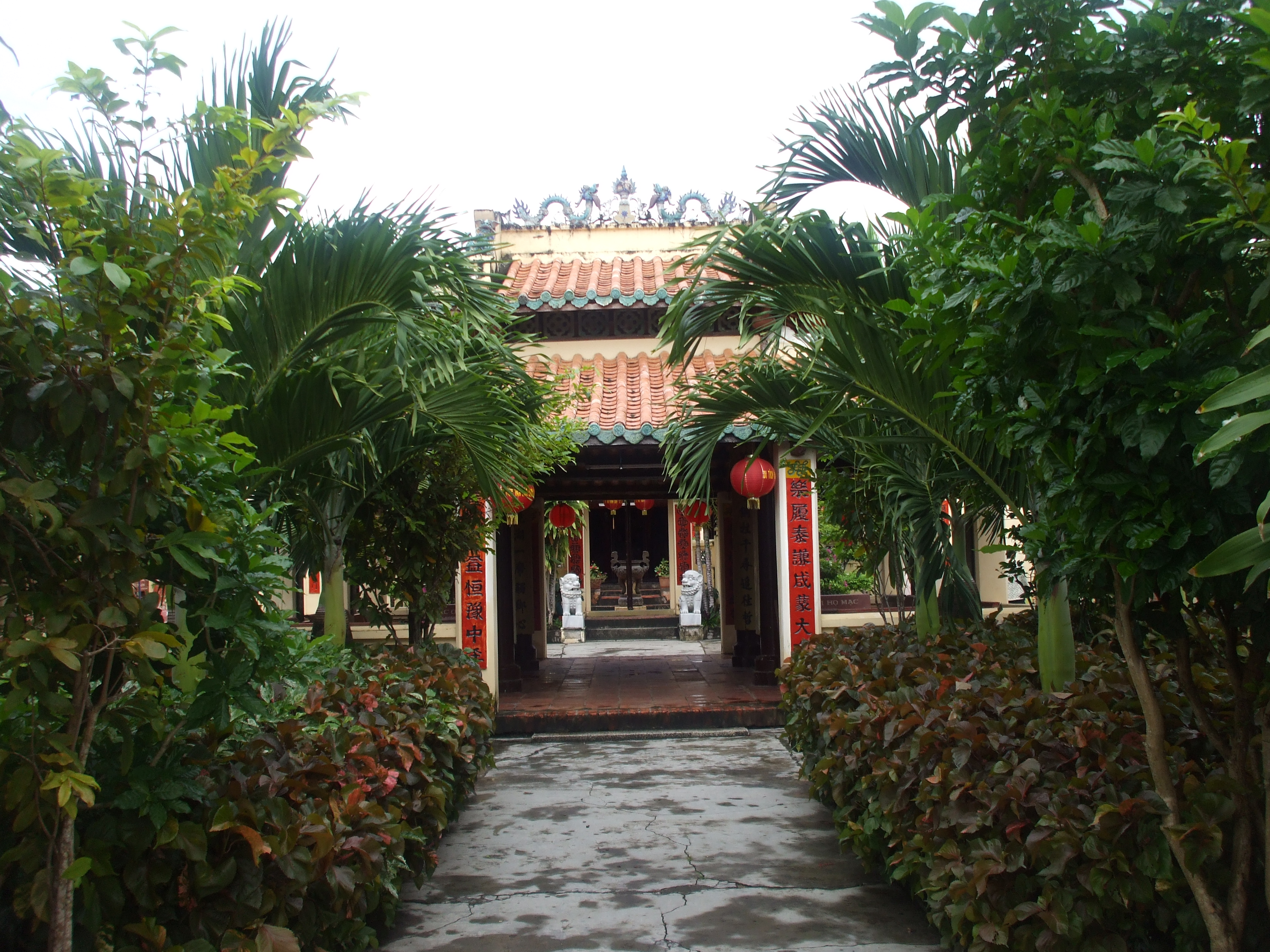
Mạc Công miếu, khi xưa thờ Mạc Cửu, Mạc Thiên Tích, Mạc Tử Sanh. Hiện nay là Đền thờ họ Mạc nơi chân núi Bình San.

Theo sách Nghiên cứu Hà Tiên, thì từ năm 1680 đến khoảng năm 1700, nhất định Mạc Cửu không cư ngụ ở Hà Tiên, và ông cũng không ở Nam Vang xuyên suốt.
Tác giả (Trương Minh Đạt) căn cứ vào lời tựa của Hà Tiên thập vịnh, do Mạc Thiên Tứ viết năm 1737: Trấn Hà Tiên ở An Nam xưa thuộc về đất hoang vu xa xôi. Từ khi đất Tiên quân (chỉ Mạc Cửu) khai sáng đến nay hơn ba mươi năm, người dân mới được an cư, biết đo lường trồng trọt, để suy ra rằng Mạc Cửu không thể ở và mở mang xứ Hà Tiên sớm hơn năm 1700.
Việc Mạc Cửu "cũng không ở Nam Vang xuyên suốt", ông Đạt giải thích:
Bởi năm 1687, Phó tướng Hoàng Tiến nổi loạn giết chết chủ tướng Dương Ngạn Địch, rổi chiếm lĩnh dòng sông Tiền, phong tỏa đường đi Nam Vang và cướp bóc người Cao Miên, khiến họ căm ghét. 
Thêm nữa, năm 1688, tại Nam Vang xảy ra một sự kiện: "Với sự giúp đỡ của Việt Nam và một đơn vị lính đánh thuê người Hoa, Ang Non (Nặc Nộn) đã có một cố gắng nữa để chiếm ngôi vua. Mặc dù chiếm được Nam Vang, Ang Non không thể giành được thắng lợi quyết định".
Do đó, ông Đạt cho biết, người Miên ở trong thành nổi giận, họ truy lùng người Hoa để tàn sát. Biến cố này quá ác liệt đến nỗi Mạc Cửu phải tìm đường thoát thân. Vì sông Cửu Long bị phong tỏa nên Mạc Cửu phải trốn chạy qua Xiêm. Ông được vua Xiêm cho ra bãi Vạn Tuế Sơn ở khoảng mười năm, đến năm 1699, Mạc Cửu mới về Lũng Kỳ, mở ra 7 xã thôn.
Và theo ông thì sách Hà Tiên Mạc thị sử của thi sĩ Đông Hồ đã nhầm lẫn khi cho rằng quân Xiêm tấn công Mang Khảm (Hà Tiên) vào năm 1674, bắt ông Cửu và gia quyến sang Xiêm, bởi khi đó Mạc Cửu còn ở Nam Vang, và năm 1674, ở Hà Tiên không xảy ra biến cố quan trọng. Mãi đến năm 1718, theo Gia Định thành thông chí (mục Lũng Kỳ Giang), thì mới xảy ra biến loạn. Sách này chép: Tháng 2 năm Mậu Tuất (1718), Phi nhã Cù Sa đem 5.000 thủy binh hợp đồng với quân Thâm cướp đường kéo xuống Hà Tiên cướp phá. Mạc Thống binh không địch nổi phải tạm xuống Lũng Kỳ...Người vợ của Mạc Cửu là Bùi Thị Lẫm (người xã Đồng Môn hay Đồng Mun, thuộc trấn Biên Hòa) đương có thai, đêm mồng 7 tháng 3 sinh ra Mạc Tông (Mạc Thiên Tứ)...
Mạc thị gia phả của Vũ Thế Dinh xác nhận:
Tướng nước Tiêm (Xiêm La) thấy ông Thái Công (Mạc Cửu) người có vẻ hùng nghị, nên rất yêu mến, rồi dụ khéo ông đem về nước, ông bất đắc dĩ phải theo về Xiêm La. Vua thấy dung mạo ông, rất vui mừng và giữ ông ở đấy. Sau ông phải nói khéo với những bầy tôi thân cận của vua nước Tiêm, xin cho ông ra ở nơi bãi bể núi Vạn Tuế, thuộc địa của nước Tiêm. Chợt gặp lúc nước Tiêm có nội biến, ông mới ngầm đem những người dân theo ông cùng về đất Long Cả (Lũng Kỳ)

## Gia quyến
Không biết Mạc Cửu có bao nhiêu vợ, chỉ biết theo Gia định thành thông chí, thì ông có người vợ tên Bùi Thị Lam (hoặc Lẩm), người huyện Đồng Môn (Biên Hòa) và sinh được con trai đầu lòng tên Mạc Sĩ Lân tức Mạc Thiên Tích. Căn cứ bia mộ của bà ở khu mộ dòng họ Mạc ở núi Bình San (Hà Tiên), do chính Mạc Thiên Tứ lập, thì bà được chúa Nguyễn cho phép mang họ Nguyễn, tức Ý Đức Thái Phu Nhân Nguyễn Thị. Ngoài ra ông còn có một người con gái là Mạc Kim Định, em Mạc Thiên Tích, lấy ông Trần Đại Định (?–1732), Tổng binh Định Sách Hầu. Hai người có một người con là Trần Cơ (Trần Đại Lực hay Trần Văn Phương, ?–1770), khi mất được truy thăng Cơ Trí Hầu nên còn được gọi là Trần Hầu.

## Nghị luận
Xuất phát từ góc độ lịch sử phát triển Hoa kiều, học giả Đái Khả Lai đánh gia rất cao về Mạc Cửu, chỉ ra ông Mạc có chỗ khác biệt với Dương Ngạn Địch và Trần Thượng Xuyên - hai nhân vật cấp lãnh tụ Hoa kiều Việt Nam sống ở Mỹ Tho và Biên Hoà trong cùng thời kì. Vì nguyên do Dương Ngạn Địch và Trần Thượng Xuyên chỉ là "thần bộc" của triều nhà Nguyễn Việt Nam. Hà Tiên mặc dù trên danh nghĩa là nước nhỏ phụ thuộc nước lớn của triều nhà Nguyễn hoặc Xiêm La, nhưng mà có khả năng duy trì tự chủ chính quyền trong khoảng thời gian dài. Ngoài ra, người ta lại nêu ra rằng ông Mạc hết lòng hết sức chiêu nạp người dân của các nhân chủng có màu da khác nhau, và lại kiên nhẫn không đổi trước tình hình kẻ thù mạnh giày xéo dân tộc, đã giữ gìn sự phồn vinh của Hà Tiên, được xưng tụng là "đã viết xuống một trang huy hoàng trong lịch sử Hoa kiều".
Học giả Quách Chấn Đạc và Trương Tiếu Mai thì cho biết, một nhóm nhân sĩ Hoa kiều lấy Mạc Cửu làm người đứng đầu, bản thân giỏi về cày ruộng trồng trọt, nghề thủ công và kinh doanh buôn bán, có lợi cho sức sản xuất kéo cả Hà Tiên, "đã làm ra cống hiến cực kì to lớn cho sự phát triển kinh tế ở miền nam Việt Nam".
Học giả Pháp Paul Boudet tán dương đối với việc khai phá mở mang Hà Tiên của Mạc Cửu, nói rằng: "Vùng đất hoang sơ lạc hậu, dân cư thưa thớt này, tuy chưa được Mạc Cửu kiến tạo thành một thiên đường vui chơi trong dân chúng như nguyện vọng, nhưng ít nhất cũng đã được biến thành một vùng đất có thể ở được và tụ tập đông đúc".

## Ghi công

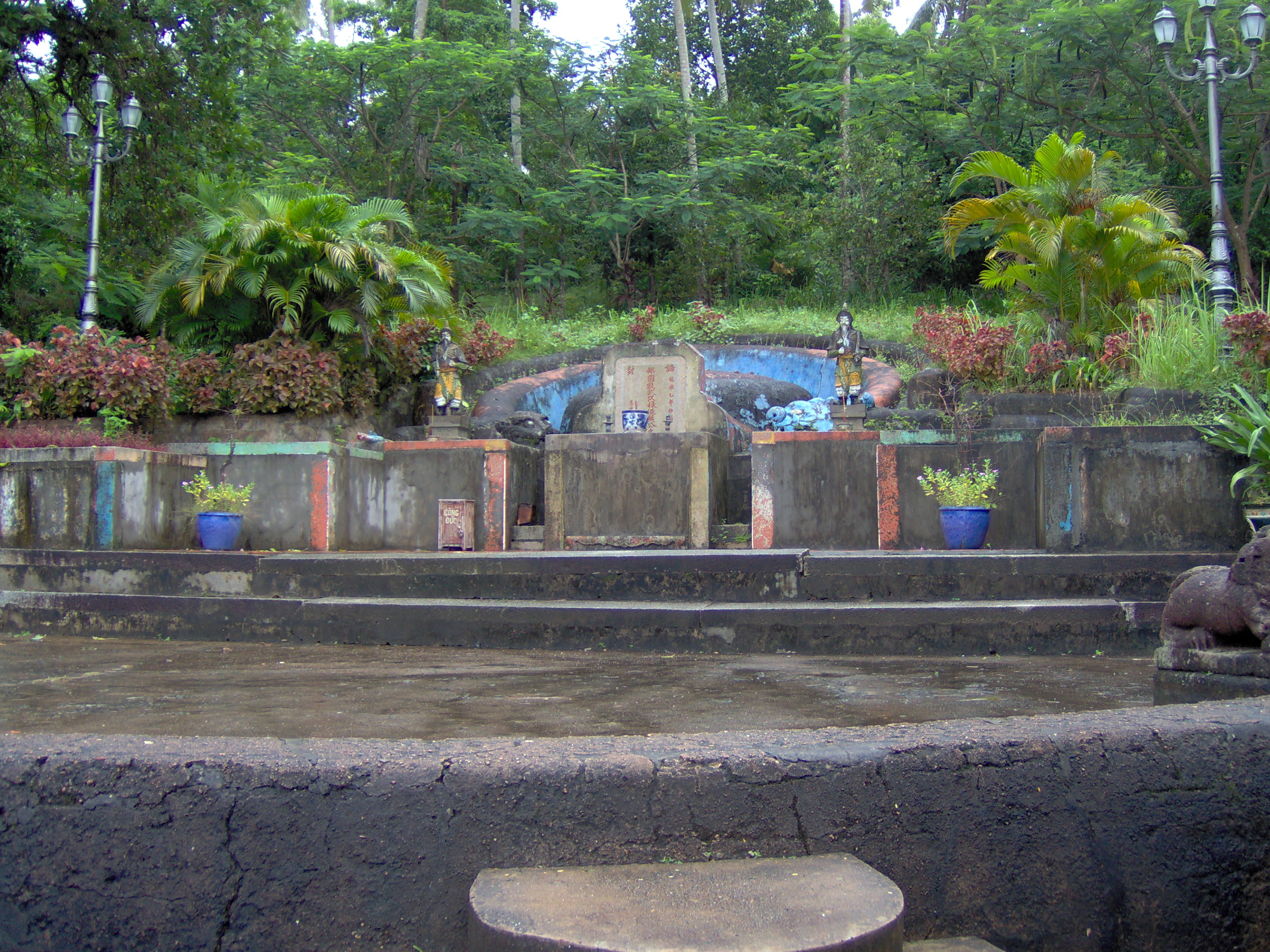
Mộ Mạc Cửu trên núi Bình San.

Thi sĩ Đông Hồ có thơ nói về công trạng của hai cha con họ Mạc như sau:
Nghĩ vịnh Mạc Cửu và Mạc Thiên Tích
Trích:
Chẳng đội trời Thanh Mãn
Lần qua đất Việt bang
Triều đình riêng một góc
Trung hiếu vẹn đôi đường
Trúc thành xây vũ lược
Anh Các cao văn chương
Tuy chưa là cô quả
Mà cũng đã bá vương
Bắc phương khi vỡ lở
Nam hải lúc kinh hoàng
Giang hồ giữa lang miếu
Hàn mạc trong chiến trường
Đất trời đương gió bụi
Sự nghiệp đã tang thương...
Vào sáng ngày 7 tháng 9 năm 2008, tại thị xã Hà Tiên đã diễn ra lễ khánh thành tượng đài danh nhân Mạc Cửu (ảnh bên trên) và kỷ niệm 300 năm ngày thành lập trấn Hà Tiên (1708-2008).